# Kruth
Kruth [kʁyt] (deutsch Krüt) ist ein Dorf und eine Gemeinde mit 883 Einwohnern (Stand 1. Januar 2022) im französischen Département Haut-Rhin in der Region Grand Est (bis 2015 Elsass). Die Gemeinde gehört zum Arrondissement Thann-Guebwiller, zum Kanton Cernay und ist Mitglied des Kommunalverbands Vallée de Saint-Amarin.

## Geografie
Kruth liegt im oberen Thurtal nahe dem Vogesenkamm. Die höchsten Punkte sind der Markstein auf 1266 und der Grand Ventron auf 1204 m über dem Meer. Nördlich von Kruth liegen der Lac de Kruth-Wildenstein und die Burgruine Wildenstein. Von Kruth aus führt eine Passstraße über den Col d’Oderen nach Ventron in das benachbarte Lothringen. Das Gemeindegebiet von Kruth ist Teil des Regionalen Naturparks Ballons des Vosges.
Der Kopfbahnhof Kruth ist Endbahnhof der Bahnstrecke Lutterbach–Kruth, die Kruth über Thann und Cernay mit Mülhausen verbindet.

## Geschichte
Bis zur Französischen Revolution gehörte der Ort zum Amt Sankt Amarin (Vogtei Sankt Amarin) der Fürstabtei Murbach. Von 1871 bis zum Ende des Ersten Weltkrieges gehörte Krüt als Teil des Reichslandes Elsaß-Lothringen zum Deutschen Reich und war dem Kreis Thann im Bezirk Oberelsaß zugeordnet.

## Bevölkerungsentwicklung
| Jahr      | 1910 | 1962 | 1968 | 1975 | 1982 | 1990 | 1999 | 2007 | 2019 |
| Einwohner | 1475 | 899  | 1094 | 1012 | 1002 | 976  | 1010 | 1019 | 945  |

## Sehenswürdigkeiten
- Relikte der Burg Château de Wildenstein
- Kirche Saint-Wendelin
- Kapelle Saint-Nicolas
- Wasserfälle Cascade du Bockloch und Cascade Saint-Nicolas

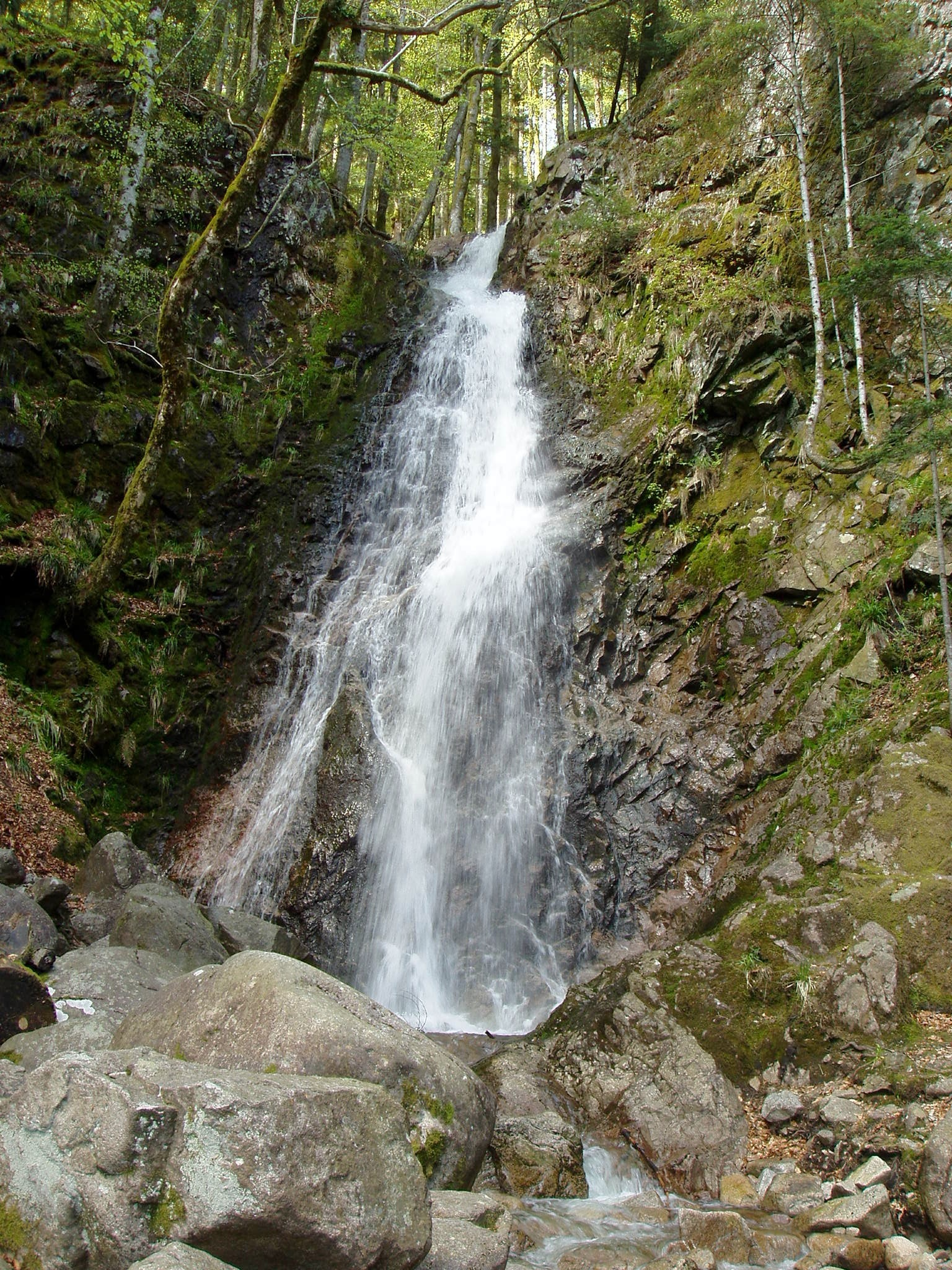
Cascade du Bockloch

Kirche Saint-Wendelin
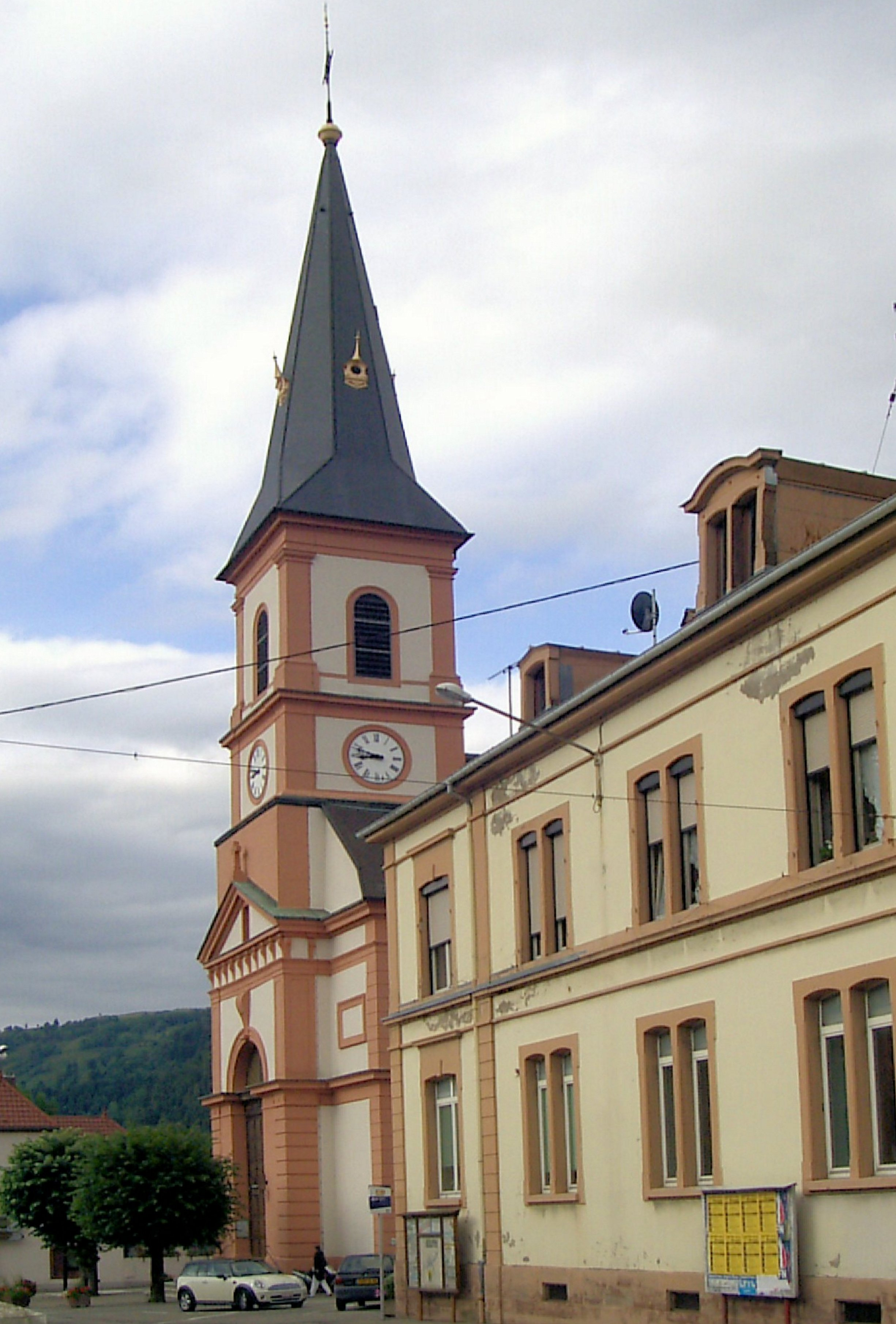
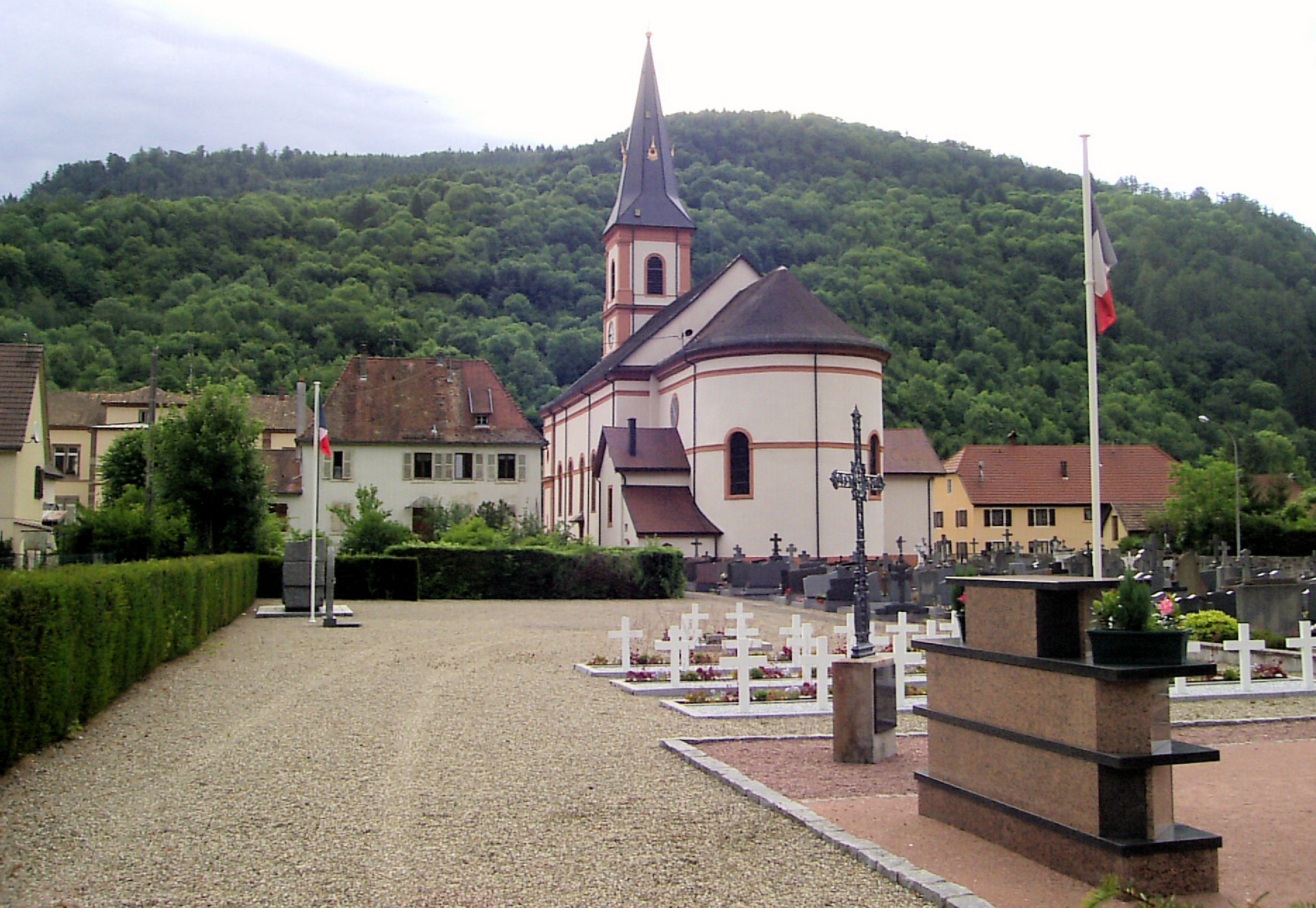